# Enigmista
L'Enigmista (The Riddler), il cui vero nome è, a seconda della versione, Edward Nigma, Edward Nygma o Edward Nashton, è un personaggio dei fumetti statunitensi pubblicati da DC Comics, creato da Bill Finger e Dick Sprang, apparso per la prima volta su Detective Comics (vol. 1) n. 140, nel 1948.
È un supercriminale e uno dei più famosi e longevi nemici di Batman, raffigurato come un capo criminale di Gotham City con un'ossessiva compulsione ad incorporare enigmi e rompicapo nei suoi piani, lasciandoli come indizi da risolvere per dimostrare la sua superiorità intellettuale su Batman e la polizia. Nella versione italiana dei primi cartoni di Batman viene chiamato Indovino. Si è classificato al cinquantanovesimo posto nella classifica dei più grandi cattivi nella storia dei fumetti secondo IGN.

## Biografia del personaggio

### Origini
Prima piccolo inventore frustrato e poi truffatore di mezza tacca, Edward Nigma (o Eddie Nashton) assume l'identità dell'Enigmista, un criminale egocentrico e surreale che ha come scopo principale svelare l'identità segreta di Batman, oggetto dei suoi crimini astuti e intriganti, caratterizzati da indovinelli, rebus e giochi di intelligenza spesso mortali. Sull'esempio di Arsenio Lupin, intraprende la carriera criminale per dimostrare al mondo la sua intelligenza. Ogni colpo che compie ha l'obiettivo di portare Batman sulla pista sbagliata, rivelandone il punto debole e la vera identità.
L'Uomo Pipistrello, sfoggiando il suo acume investigativo, riesce a parare i complicatissimi colpi dell'Enigmista e a svelare il mistero che si cela dietro i suoi contorti intrighi criminali. Di tutto l'Arkham Asylum, l'Enigmista risulta uno dei più interessanti e insoliti detenuti. Durante una delle sue prigionie ad Arkham Asylum entra in ottimi rapporti con il Cappellaio e con il Re degli Orologi, dicendo loro di essere accomunati da una passione: la mente. Organizza una grande evasione da Arkham, mentre Batman è occupato a riportare i criminali in cella, il Cappellaio, il Re degli Orologi e l'Enigmista entrano nella Batcaverna, mettendo fuori gioco Alfred con del gas rubato a Joker, e la distruggono. L'Enigmista lascia uno dei suoi indovinelli. Batman cura Alfred e risolve l'indovinello, andando al rifugio dell'Enigmista, dove combatte contro alcuni scagnozzi con copricapo, trovando l'Enigmista seduto sul trono col Cappellaio alla sua destra e il Re degli Orologi alla sua sinistra. Batman sconfigge facilmente gli scagnozzi e, dopo una battaglia all'ultimo sangue, Nigma, che poi riporta ad Arkham.
Nella storia Gotham Underground l'Enigmista è amico del Pinguino, che lo considera l'unico criminale di Gotham oltre a lui con classe e stile.

### Hush
Nigma, che all'inizio dà filo da torcere a Batman, dopo anni di malefatte è diventato un criminale di serie B e per il Cavaliere Oscuro sconfiggerlo è ormai una routine. Questo fatto, insieme all'ossessione di scoprire l'identità dell'eroe (come visto in Catwoman: Vacanze romane), preoccupa così tanto Nigma che si ammala di cancro al cervello. Con pochi mesi di vita, Eddie conosce fortunatamente il dottor Thomas Elliot, vecchio amico di Bruce Wayne. Il dottore ruba un Pozzo di Lazzaro a Ra's al Ghul e vi immerge l'ormai morente Enigmista che non ne esce solo guarito, ma anche più intelligente di prima. Così intelligente da intuire la vera identità di Batman (Bruce Wayne). Elliot coglie l'occasione al volo: anni prima aveva orchestrato un incidente per uccidere i propri genitori e appropriarsi della loro eredità, ma il padre di Bruce, che era un medico, salvò sua madre.
Quella è l'occasione perfetta per vendicarsi e, insieme all'Enigmista, arruola un esercito di criminali tra cui Poison Ivy, Catwoman, Mirror Master, Capitan Boomerang, Harley Quinn, Joker, Due Facce, Spaventapasseri e Killer Croc per sbarazzarsi dell'Uomo Pipistrello. Purtroppo qualcosa va storto: Due Facce e Catwoman si rivoltano contro gli alleati, Hush (identità segreta di Thomas Elliot stesso) viene apparentemente ucciso e Batman, con l'aiuto di Robin, Nightwing, Flash e della Cacciatrice, riesce a riportare tutti i criminali in prigione.
Successivamente verrà arruolato da Amanda Waller nella Suicide Squad.
L'Enigmista lo si vedrà anche aiutare Mirror Master, Capitan Cold e Dottor Alchemy a Central City nella lotta contro Flash.

### Nuovo Universo DC
Enigmista appare nel Nuovo Universo DC tra i super-criminali in fuga dall'Arkham Asylum sconfitti dall'attacco combinato di Batman e Nightwing.

## Caratterizzazione
Il suo vero nome, Edward Nigma, è esso stesso un gioco di parole basato su un enigma, ovvero una persona o una cosa che richiede di essere capita. Con questo uso consapevole di un espediente elaborato, i crimini dell'Enigmista sono spesso teatrali e ostentati. 
Il personaggio indossa comunemente una maschera domino viola e una tuta verde ricoperta di punti interrogativi o un vestito verde con una bombetta. Il punto interrogativo funge da motivo visivo su entrambi i costumi. Viene visto spesso impugnando un bastone d'acciaio a forma di punto interrogativo, che nasconde dei dispositivi di sua creazione. In alcune occasioni guida l'Enigmista-mobile, un'automobile verde con dei punti interrogativi sulla targa. Spesso è accompagnato da due assistenti: Query ed Echo.
Il personaggio è generalmente dipinto come un malfattore cerebrale piuttosto che un assassino psicopatico o gravemente ritardato. Nigma è ossessionato dagli indovinelli, dai giochi di parole e dai puzzle. Si diletta spesso a mettere in guardia la polizia e Batman mandando loro degli indizi complessi sotto forma di indovinelli, avvertendoli dei suoi crimini prima che accadano. Come gli altri nemici di Batman, l'Enigmista è diventato un personaggio più oscuro in tempi recenti: infatti mentre una volta era descritto come un ludico e sano truffatore, ora è vittima di un'intensa compulsione. Edward Nigma scopre la sua passione per i puzzle da ragazzino, e li inserisce nei suoi crimini. Nella pubblicazione n. 2 di Justice di Alex Ross si narra che Edward ha subito abusi da parte del padre; costruì gli lasciò la compulsione di dire sempre la verità (che infatti rivela attraverso i suoi indovinelli) così come il desiderio di provare la sua superiorità sugli altri giocando d'astuzia. Tuttavia, le osservazioni di Batman notano che "Nigma mostra disturbi della personalità coerenti con narcisismo, egocentrismo e megalomania incrociati con una grave compulsione ossessiva".
L'Enigmista ha un riluttante rispetto per Batman in quanto è l'unico avversario che ha un genio intellettuale pari al suo. Lo scopo principale di Nigma è, oltre a ogni altra cosa, superare in intelligenza Batman ed essere il nuovo miglior detective del mondo. Insieme a Bane, Hugo Strange, Hush e Ra's al Ghul, Nigma è uno dei pochi nemici del Cavaliere Oscuro ad aver scoperto la sua identità segreta. 
Il modus operandi dell'Enigmista è così radicato nella sua personalità che sarebbe virtualmente impossibile per lui smettere di agire così. Lui non uccide i suoi nemici se ha il sopravvento; infatti prima li fa cadere in una trappola mortale e poi li sottopone ad una sfida intellettuale che le vittime dovranno risolvere per avere salva la vita. Tuttavia, a differenza di molti nemici di Batman, la compulsione dell'Enigmista è leggermente flessibile, permettendogli di compiere un crimine fino a quando riesce a descriverlo in un enigma o in un puzzle. Dice spesso "Indovinami questo", prima di enunciare i suoi iconici enigmi.

## Poteri e abilità
L'Enigmista è un genio capace di uno straordinario pensiero laterale nel decodificare e formulare enigmi di ogni tipo. Come investigatore privato durante il periodo in cui è stato riformato, ha dimostrato capacità investigative che rivaleggiano con quelle del Cavaliere Oscuro.
Come la maggior parte dei nemici di Batman, non ha abilità sovrumane ma è uno stratega criminale molto astuto e ha dimostrato di essere formidabile con l'ingegneria, l'informatica e la tecnologia, avendo affrontato Batman e Robin con trappole mortali uniche ed elaborate. È noto per essere l'avversario più intelligente mai affrontato da Batman e con un tema flessibile per i suoi crimini rispetto a criminali simili: tutto ciò che l'Enigmista richiede è essere in grado di descrivere il suo crimine minacciato con un indovinello o un puzzle. Una volta l'Enigmista ha cercato di commettere crimini senza lasciare alcun indizio usando l'autoipnosi; tuttavia, ha appreso troppo tardi che mentre dormiva la sua mente inconscia ha lasciato indizi enigmatici, facendo sì che Batman e Robin lo catturassero. Non è particolarmente talentuoso nel combattimento (sebbene la sua resistenza sia cresciuta dal doversi impegnare nel corso degli anni), ma a volte impiega armi che sfruttano il suo espediente, come pezzi di puzzle che esplodono, pistole a forma di punto interrogativo e la sua famigerata prigione rompicapo, nota per ospitare un'ampia varietà di dispositivi tecnologici e armi. È un eccellente escapologo, non usa mai alcuna strategia fino al momento giusto, e ha talento per la demolizione, la leadership e il tracciamento.
Tuttavia, la minaccia che l'Enigmista rappresenta effettivamente è in qualche modo incoerente nelle sue varie storie. Le sue raffigurazioni più formidabili sottolineano la sua intelligenza e astuzia, dipingendo costui come uno dei pochi criminali in grado di mettere seriamente a dura prova l'abilità mentale di Batman, pur disposto a prendere la precauzione di ottenere armi da fuoco per affrontare il supereroe. Alcune apparizioni recenti, tuttavia, hanno posto un'attenzione dispregiativa sul suo stravagante espediente e sulla relativa mancanza di vittorie importanti (nonostante ciò si applichi alla maggior parte dei nemici di Batman), dipingendo l'Enigmista come meschino, troppo sicuro di sé, relativamente innocuo e tenuto in scarsa considerazione. Quest'ultimo approccio si è dimostrato polarizzante, con alcuni fan che lo trovano uno spreco alla luce dello status classico del personaggio e di storie avvincenti, mentre altri sostengono che la maggior parte della sua popolarità provenga da media diversi dalle sue trame comiche e apprezzano l'idea di sapere che il suo livello di minaccia "reale" è sopravvalutato. Dal riavvio di The New 52, l'Enigmista è stato costantemente descritto come una seria minaccia, con notevoli successi.

### Armi e oggetti
L'Enigmista ha varie armi tecnologiche, tra cui un bastone d'acciaio con il manico a forma di punto interrogativo che contiene diversi dispositivi tecnologici per l'emissione di ologrammi, bypass di sicurezza e scariche elettriche. Inoltre possiede delle bombe, uno scudo energetico, una prigione rompicapo ed una pistola automatica (nel videogioco Batman Forever l'Enigmista usa una pistola con cui può sparare bolle che se colpiscono gli avversari li gonfiano come palloni e li fanno volare per breve tempo).
Le varie trappole e i vari gadget non convenzionali da lui stesso ideati sono merito della sua grande ricchezza accumulata nel corso degli anni passati come criminale.

## Altri media

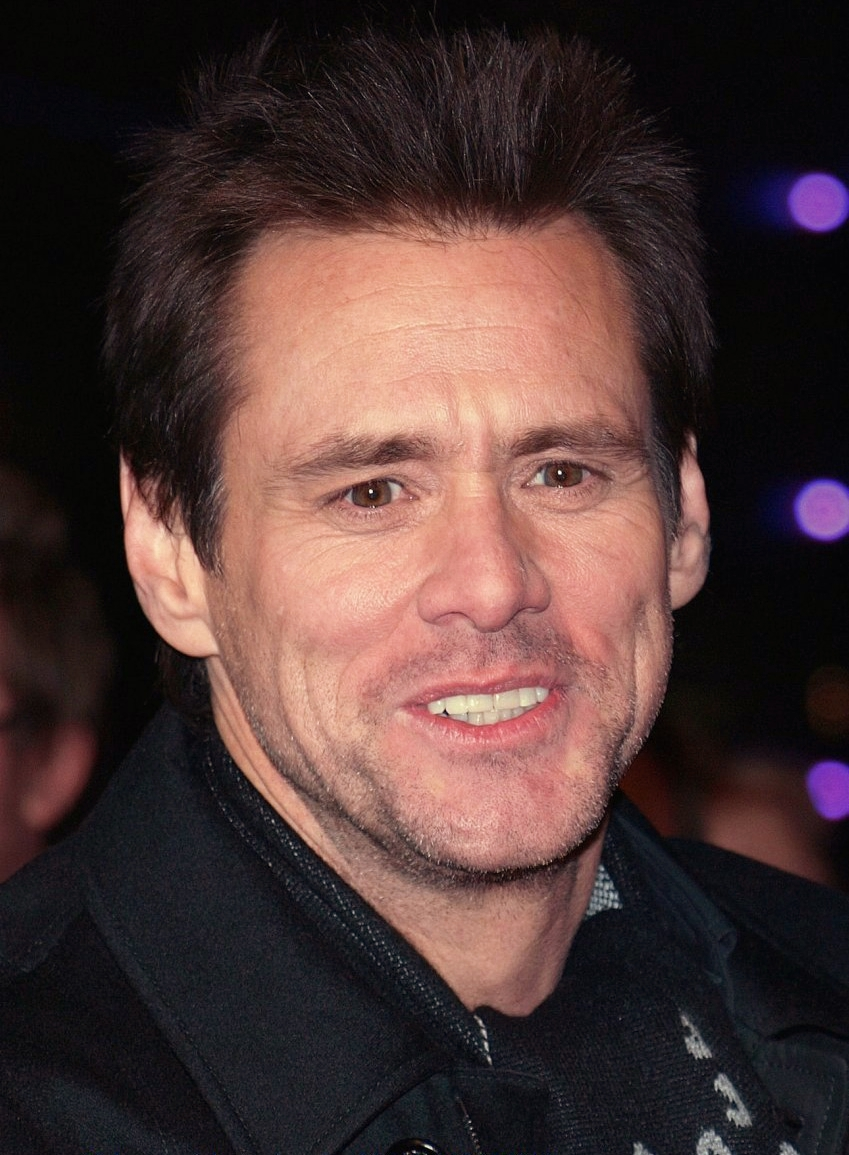
Jim Carrey, interprete dell'Enigmista nel film Batman Forever.

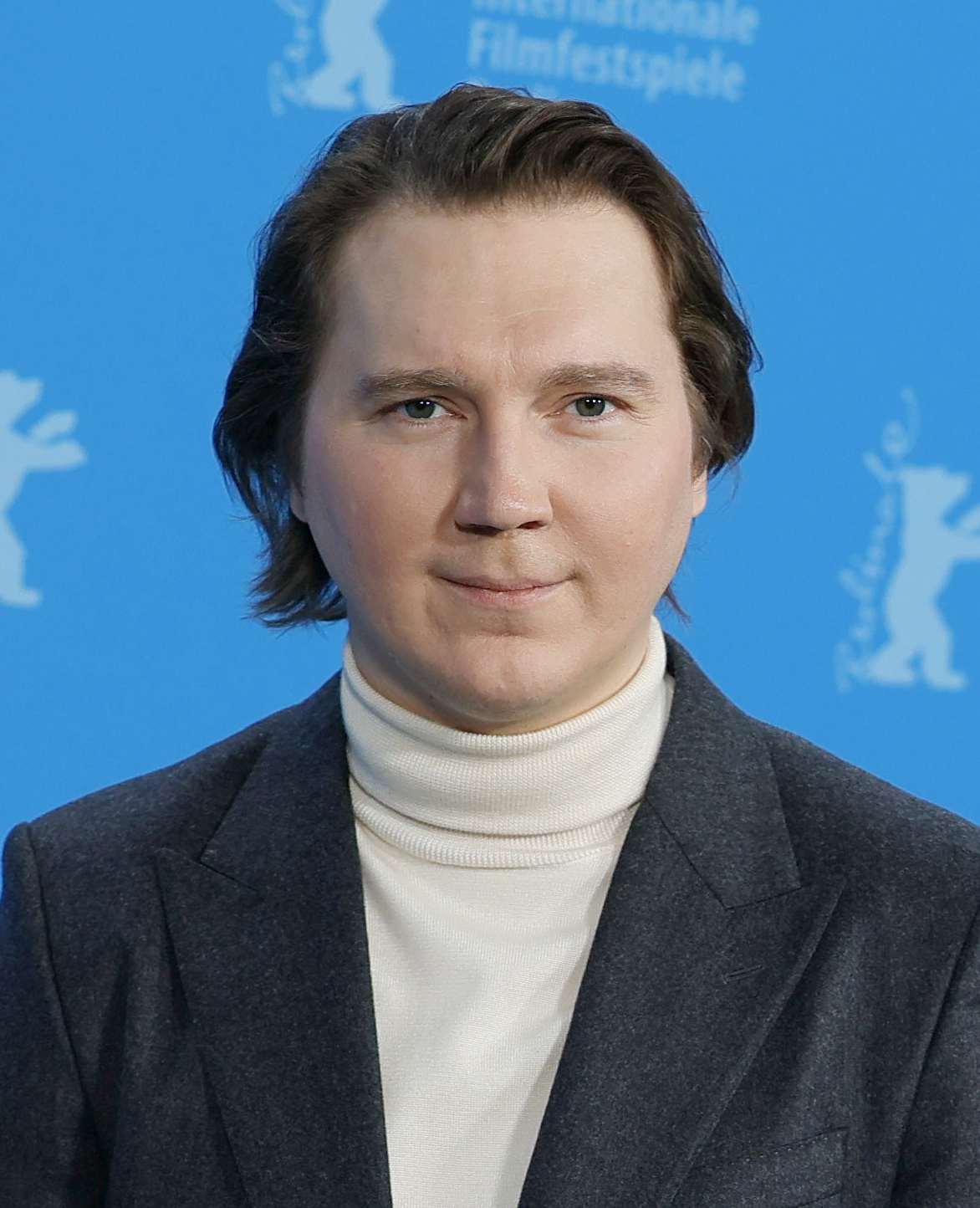
Paul Dano, interprete dell'Enigmista nel film The Batman.

### Cinema
- L'Enigmista compare nel film spin-off della popolare serie televisiva di Batman, uscito nel 1966. Il film è stato girato nella pausa estiva tra la prima e la seconda stagione della serie. Nygma, ancora interpretato da Frank Gorshin, si allea con tutti gli altri supercattivi della serie che vogliono impadronirsi del congresso delle Nazioni Unite.
- Edward Nygma, alias l'Enigmista, è uno dei due antagonisti principali del film Batman Forever (1995), assieme con Due Facce, diretto da Joel Schumacher. Il personaggio viene interpretato da Jim Carrey (con la voce italiana di Roberto Pedicini). Nell'ottobre del 1993 Robin Williams parlò del suo interesse per questo ruolo, come già aveva fatto per quello del Joker (finito poi a Jack Nicholson[10]) ma declinò come il cantante Micky Dolenz.[11] Nel giugno 1994 fu però Carrey ad essere scritturato. Conosciuto da Schumacher già prima di diventare famoso con Ace Ventura - L'acchiappanimali, venne ritenuto dal regista e dalla Warner «perfetto per la parte»[12]. Qui è un eccentrico ma amorale ricercatore della Wayne Enterprises, ossessionato da Bruce Wayne. Quando Wayne rifiuta di approvare la sua invenzione di manipolazione mentale, il "Box", a causa di problemi etici e di sicurezza, si dimette e diventa l'Enigmista per dimostrare la sua superiorità su di lui inviandogli ossessivamente enigmi da risolvere. In seguito, Nygma si allea con Due Facce e si lancia in una serie di crimini per finanziare la sua compagnia, la NygmaTech, in modo da produrre in serie la tecnologia del Box e commercializzarlo come mezzo per migliorare il modo in cui gli spettatori guardano la televisione, consentendogli di assorbire le onde cerebrali dei cittadini di Gotham City e dedurre che Bruce Wayne è Batman. Alla fine, Batman distrugge il Box principale, danneggiando la mente di quest'ultimo e facendolo impazzire prima di venire incarcerato all'Arkham Asylum, credendo di essere Batman. Nel film ha i capelli rosso acceso, una tuta verde attillata con punti interrogativi neri, una bombetta dello stesso modello e uno scettro, anch'esso a forma di punto interrogativo. A dispetto del personaggio originale, nel film ha una mentalità più instabile e sarcastica (agisce spesso come un pagliaccio), cosa che è stata ampiamente criticata, poiché questo personaggio è normalmente diverso dal Joker.
- Edward Nashton, alias l'Enigmista, è l'antagonista principale del film The Batman (2022), diretto da Matt Reeves, interpretato da Paul Dano (con la voce italiana di Andrea Mete). In questo film viene raffigurato come uno psicopatico e vendicativo terrorista mascherato, e serial killer ossessionato dagli enigmi che uccide le più importanti e strane figure politiche e corrotte, compreso il boss mafioso Carmine Falcone, e lascia indizi criptici per il suo nemico Batman.

#### Film d'animazione
- L'Enigmista è l'antagonista principale del film d'animazione crossover Scooby-Doo! e Batman - Il caso irrisolto.
- L'Enigmista (divenuto Hush) appare come antagonista principale nel film d'animazione del DC Animated Movie Universe Batman: Hush.
- Il personaggio appare anche nei film d'animazione Batman: Under the Red Hood, LEGO Batman: Il film - I supereroi DC riuniti, Batman: Assault on Arkham, Batman: Il ritorno del Crociato Incappucciato, LEGO Batman - Il film, Batman contro Due Facce e Batman: Death in the Family.

### Televisione

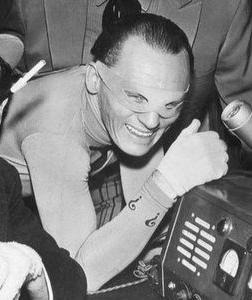
Frank Gorshin, interprete dell'Enigmista nella serie televisiva Batman degli anni sessanta.

- Frank Gorshin e John Astin interpretarono il personaggio nella serie TV degli anni sessanta con Adam West. Nella serie non viene chiamato Enigmista, ma Riddler (in inglese). Fa la sua prima apparizione nella prima e seconda puntata della serie (Processo a Batman) ed è uno dei cattivi principali di Batman, in quanto è il quarto per presenze nella serie (dopo Joker, Pinguino e Catwoman) con 10 apparizioni per un totale di 7 avventure. Nella stagione è uno dei più presenti con 8 dei 34 episodi, mentre non compare nella terza e ultima serie. Nella serie indossa due tipi di vestiti diversi: prima veste con una mascherina sugli occhi e dei guanti di colore viola, ed un vestito verde con un grande punto interrogativo sul petto; in seguito lo si vedrà senza mascherina, ma vestito con una bombetta e camicia nera ed una giacca verde pieni di punti interrogativi.
- Una versione animata del personaggio è presente nella serie animata Batman (doppiata in originale da John Glover e in italiano da Gianfranco Gamba). I creatori delle serie ammettono di aver usato molto poco il personaggio nella serie perché il suo carattere era troppo complicato e troppo bizzarro per il pubblico più giovane[13].
- Compare anche nella seconda serie animata Batman - Cavaliere della notte, però solo in un piccolo cameo dell'episodio Il giudice in cui un uomo misterioso, vestito da giudice, punisce i criminali (tra cui Nygma) per le loro malefatte. Rispetto alla prima serie, indossa una bombetta ed un vestito totalmente verde con un punto interrogativo viola sul petto.

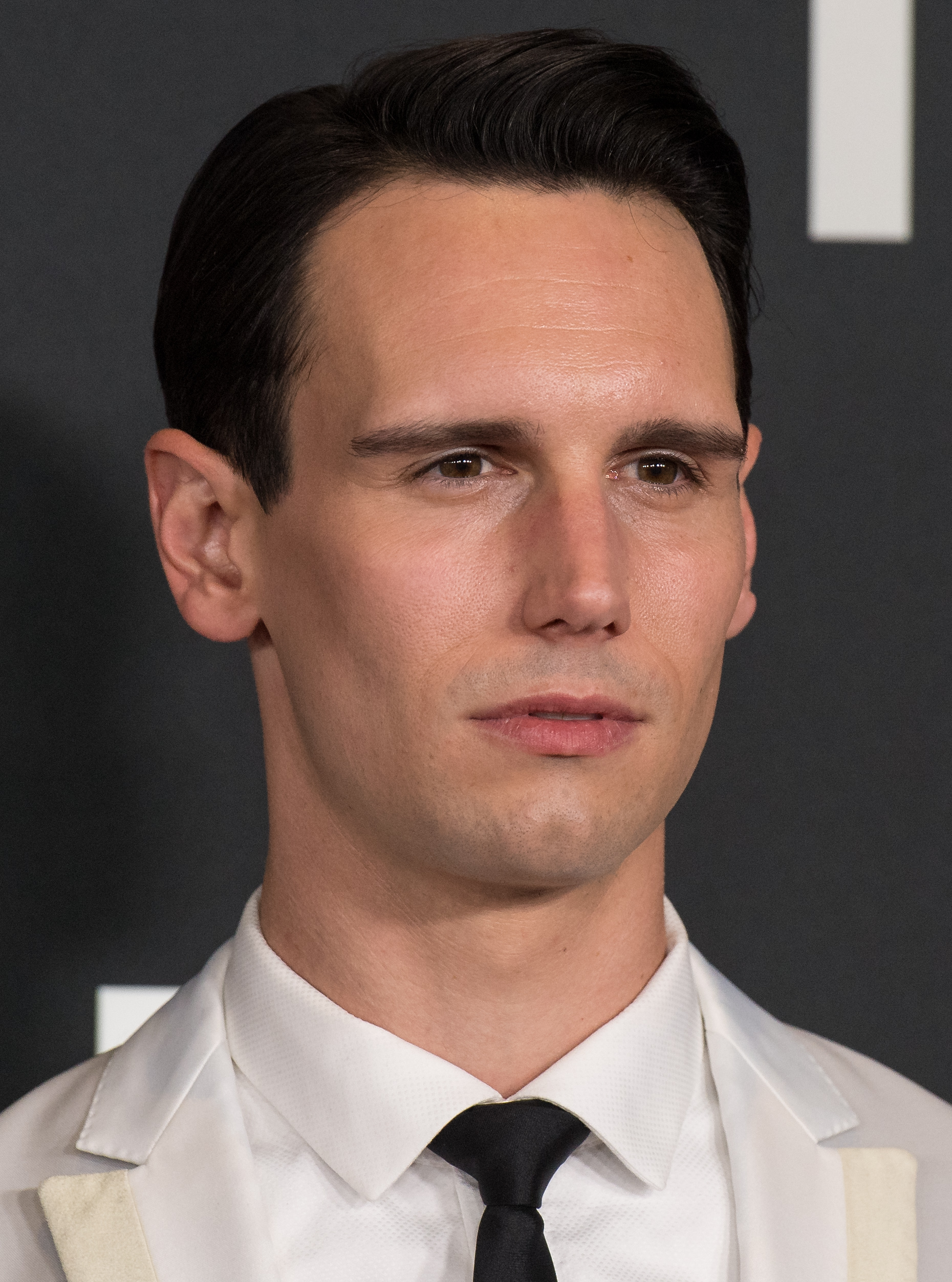
Cory Michael Smith, interprete di Edward Nygma nella serie televisiva Gotham.

- L'Enigmista compare anche nel film televisivo, uscito nel 2003, Supereroi per caso: Le disavventure di Batman e Robin, interpretato sempre da Frank Gorshin. Il film è una rievocazione della celebre serie Batman degli anni sessanta. Viene doppiato in italiano, da Antonello Governale.
- È presente con un look completamente diverso dal precedente (assomiglia molto al cantante Marilyn Manson) anche nella più recente serie The Batman dove è doppiato in italiano da Daniele Demma. Ha un trucco pesante bianco sul volto, tinta nera attorno ad occhi e bocca, lunghi capelli lisci e neri che ricadono sul volto, e combatte con delle falci a forma di punti interrogativi. Guida una banda di hacker e lui stesso è uno scienziato mandato alla rovina da una collega che credeva d'amare. In questa versione viene chiamato col nome originale ossia Riddler.
- Nel 2008 compare nella serie animata Batman: The Brave and the Bold, ispirata all'omonima serie a fumetti. Nel cartone, nella lingua originale, è doppiato da John Michael Higgins.[14] In questa serie il look ritorna più classico, con Nygma che veste di verde con mascherina viola e tanti punti interrogativi sul petto.
- Appare nella prima e seconda stagione della serie Young Justice, in cui ha un look più moderno e totalmente rinnovato rispetto all'aspetto classico.
- Edward Nygma, interpretato da Cory Michael Smith,[15][16][17] è uno degli antagonisti della serie televisiva Gotham. In questa versione è un giovane medico forense che lavora per la Polizia di Gotham, dalla passione per gli indovinelli, che pone al prossimo in modo quasi ossessivo. Dopo aver commesso il suo primo omicidio, in parte per autodifesa, la sua fragile psiche si dividerà in due parti, una delle quali "malvagia", che si fonderanno quando ucciderà accidentalmente la propria ragazza. La serie traccia la sua evoluzione che lo porta, nella terza stagione, a trasformarsi per la prima volta nel criminale Enigmista, e concentrandosi anche nella sua complessa relazione con Oswald Cobblepot.

### Videogiochi
L'Enigmista appare nei seguenti videogiochi:
- Batman: The Animated Series, sviluppato da Konami (1993)
- Batman Forever, sviluppato da Probe Entertainment e Acclaim (1996)
- Batman: Gotham City Racer, sviluppato dalla Sinister Games (2001)
- Batman: Toxic Chill (2003)
- LEGO Batman: Il videogioco, sviluppato dalla Traveller's Tales (2008)
- Batman: Arkham Asylum, sviluppato dalla Rocksteady Studios (2009)
- DC Universe Online, sviluppato dalla Sony Online Austin (2011)
- Batman: Arkham City, sviluppato dalla Rocksteady Studios (2011)
- LEGO Batman 2: DC Super Heroes, sviluppato dalla Traveller's Tales (2012)
- Injustice: Gods Among Us, sviluppato dalla NetherRealm Studios (2013)
- Batman: Arkham Origins, sviluppato dalla Warner Bros. Games Montréal (2013)
- LEGO Batman 3: Gotham e oltre, sviluppato dalla Traveller's Tales e Feral Interactive
- Batman: Arkham Knight, sviluppato dalla Rocksteady Studios (2015)
- Batman: Arkham Underworld, sviluppato dalla Turbine (2015)
- Batman: Arkham VR, sviluppato dalla Rocksteady Studios (2016)
- Batman: The Enemy Within, sviluppato dalla Telltale Games (2017)

#### Batman: Arkham
Edward Nigma/l'Enigmista appare nella saga di Batman: Arkham dove è doppiato da Wally Wingert in inglese e da Daniele Demma in italiano.
- In Batman: Arkham Asylum, primo videogioco della saga, Nigma si introduce nel sistema di comunicazioni audio di Batman per sfidare il Cavaliere Oscuro a risolvere le sue sfide che consistono in trofei e indovinelli sparsi per tutto il Manicomio di Arkham. Una volta completata l'unica missione secondaria del gioco a lui dedicata, Bruce triangolerà la posizione del folle comunicandola al GCPD per arrestarlo.
- Nel sequel Batman: Arkham City, l'Enigmista fa il suo debutto fisico nella saga. Edward ha fatto rapire Aaron Cash e il suo team e rinchiudendoli ogni membro in delle stanze mortali che Batman dovrà risolvere per salvarli. Per ricevere la posizione delle stanze, Bruce dovrà raccogliere un determinato numero di trofei e indovinelli sparsi per tutta Arkham City, servendosi anche delle informazioni di alcuni criminali che lavorano segretamente per Nigma. Una volta affrontate tutte le stanze, Oracolo triangolerà la posizione del nascondiglio dell'Enigmista, dove il folle tiene Cash e le guardie restanti. Batman vi si recherà, fermando quindi Nigma e liberando gli ostaggi rimasti.
- Nel prequel della saga Batman: Arkham Origins, Edward Nashton non ha ancora assunto l'identità di Edward Nigma/l'Enigmista, ma è a capo dell'unità anti-crimine cibernetico, dove sfrutta le sue conoscenze informatiche per minacciare alcune delle personalità più note, ma corrotte, di Gotham City attraverso dei dati compromettenti sparsi per tutta la città, mettendo a rischio anche la vita di cittadini innocenti. Riconoscendo in Batman una serie minaccia al suo operato, ha fatto installare una serie di jammer che disturbano le comunicazioni del suo Batplano. Bruce dovrà eliminare i jammer e raccogliere tutti i pacchetti dati, servendosi anche degli informatori di Edward, come nel videogioco precedente. Non avendogli svelato la sua identità, Batman si riferirà a Nashton come "Enigma".
- In Batman: Arkham Knight, sequel di Batman: Arkham City e ultimo capitolo della trilogia principale della saga, Nigma fa il suo ritorno rapendo Catwoman e rinchiudendola nell'Orfanotrofio Pinkney. Edward ha applicato a Selina un collarino esplosivo, costringendo Batman a completare una serie di stanze per guadagnarsi le chiavi che serviranno a disinnescare il collarino. Una volta liberata Catwoman, l'Enigmista si paleserà a bordo di un esoscheletro da lui progettato, ma non accetterà lo scontro con Bruce prima che questo non abbia raccolto tutti i trofei e gli indovinelli sparsi per tutta Gotham. Una volta risolte tutte le sfide, anche grazie ai vari informatori di Nigma, Batman, con l'aiuto di Selina, sconfiggerà l'Enigmista e lo rinchiuderà nel GCPD. L'Enigmista è anche l'antagonista del DLC narrativo La vendetta di Catwoman, ambientato dopo la trama principale. Per vendicarsi del rapimento, Catwoman si infiltrerà nella base operativa di Nigma con l'intento di trasferire i dati bancari sul suo conto. Quest'ultimo, ormai rinchiuso nel GCPD, proverà ad ostacolarla a distanza scatenandole contro il suo esercito di robot, ma Selina riuscirà ad avere la meglio, riuscendo a svuotargli il conto e a distruggere il suo covo.
- Nigma appare anche nel videogioco per dispositivi mobili Batman: Arkham Underworld.
- Le sfide dell'Enigmista appaiono anche in Batman: Arkham VR.

#### Batman: The Telltale Series
L'Enigmista appare in Batman: The Enemy Within, seconda stagione di Batman: The Telltale Series dove è doppiato da Robin Atkin Downes.
In questa versione il personaggio terrorizzava Gotham City già dai tempi di Thomas Wayne, tanto da essere il primo supercriminale in costume ad aver mai messo piede in città. È molto sadico e brutale, tanto da divertirsi a penalizzare le proprie vittime con torture fisiche o addirittura con la morte per le risposte errate ai suoi indovinelli, oltre, a differenza delle altre versioni, ad essere molto abile nel combattimento corpo a corpo. 
Dopo molti anni di sparizione, in cui si credeva addirittura fosse morto, è tornato a Gotham come leader de "Il Patto", un gruppo di supercriminali i cui altri membri rimangono misteriosi nel primo episodio di stagione. L'obiettivo del pazzo è quello di eliminare l'Agenzia di Amanda Waller, la quale è arrivata a Gotham per contrastare la minaccia, attraverso dei missili che si attivano attraverso un segnale radio che viene inviato ogni qualvolta la vittima riesce a risolvere le sue scatole-enigma; e sarà proprio una di queste a causare la morte di Lucius Fox, il quale stava analizzando proprio il puzzle che il supercriminale aveva dato a Batman. Alla fine dell'episodio, Bruce riuscirà a fermare l'Enigmista, che verrà subito dopo ucciso con un dardo velenoso sparato da un misterioso cecchino (che nell'episodio finale si scoprirà essere Tiffany Fox, la quale ha ucciso il folle per vendicare la morte del padre). Negli episodi successivi si scoprirà che anni or sono, l'uomo era un membro dell'Agenzia, il quale stava lavorando al letale virus LOTUS, rimanendone infetto, ma invece di soccombere sviluppò un intelletto più acuto, ma allo stesso tempo impazzendo, cosa che creerà interesse sia da parte del Patto (i cui membri si scopriranno essere Harley Quinn, John Doe, Bane e Mr. Freeze), sia dall'Agenzia: i primi ruberanno il corpo per estrarre un campione del suo sangue e tentare di sfruttarlo per risolvere i propri problemi, mentre Waller conta di creare una nuova versione del virus. Tuttavia i campioni raccolti dall'Agenzia verranno distrutti dall'Agente Iman Avesta, fermando sia i piani del Patto, sia quelli di Waller.
Nella serie, il suo nome reale non viene rivelato per esteso, ma Catwoman, la quale ha lavorato per lui in passato, nel terzo episodio lo cita chiamandolo "Eddie", e lasciando quindi supporre che si tratti di Edward Nigma o Nashton.